# 鼠刺科
鼠刺科只有1属约18种，主要分布在北美洲东部，南非东部、东亚和东南亚，中国南方也有部分种类。
鼠刺属原来被分在南鼠刺科内，1998年根据基因亲缘关系分类的APG 分类法认为它和南鼠刺科的其他属并没有亲缘关系，因此单独分为一科。